# IC 3316
IC 3316 ist eine Spiralgalaxie vom Hubble-Typ Scd? im Sternbild Haar der Berenike am Nordsternhimmel, welche 425 Millionen Lichtjahre von der Milchstraße entfernt ist.
Das Objekt wurde am 23. März 1903 von dem deutschen Astronomen Max Wolf entdeckt.